# ویتولد زالفسکی
ویتولد زالفسکی (لهستانی: Witold Zalewski؛ ‏ ۴ ژانویهٔ ۱۹۲۱ – ۲۰۰۹) مدیر تبلیغات، نویسنده نثر، رمان‌نویس اهل لهستان بود. در دوران اشغال لهستان او یک سرباز ارتش میهنی بود و در قیام ورشو مشارکت داشت.
زالفسکی در آثار خود به رویدادهای جنگ، نسل خود و روابط بین نسل خود و واقع‌گرایی سوسیالیستی اشاره می‌کند. او در آثارش انتخاب‌های اخلاقی جنگ و دوران اشغال را تحلیل می‌کند. زالفسکی نویسندهٔ یکی از کتاب‌های سوسیالیستی-رئالیستی لهستانی است که «تراکتورها سربلند از بهار بیرون خواهند آمد» نام دارد.
از فیلم‌هایی که وی در آن‌ها نقش داشته‌است، می‌توان به مجروح در جنگل و شکایت اشاره نمود.
وی همچنین برندهٔ جوایزی همچون صلیب شجاعت شده‌است.